# 顏小僊
顏小僊（1925年—2020年），字小仙，號二僊，又號無猜老人，江蘇揚州人，花卉寫意國畫家，顏二民孫女、顏裴仙女兒，曾擔任中華民國書畫學會理事一職。其於師專畢業後曾在江蘇省鎮江小學執教。顏小僊先於1949年隨夫至臺灣，定居高雄，並在此之後繼續從事繪畫及教學，同時也與沈耀初、姚夢谷、喻仲林、臺靜農、陶壽伯、葉醉白、傅狷夫、吳平一同活躍於臺灣書畫界。1961年，其與楊作福、陳大川、王廷欽、韓石秋等人在高雄一同創立「海天藝苑」（今高雄市中國書畫學會），為高雄市最早成立的書畫社團。其擅花卉，作品入藏國立歷史博物館、國立臺灣美術館、國立國父紀念館、北京大学、中国美术馆、揚州美术馆、杭州美术馆。
顏小僊曾在1987年6月獲得中華民國書畫學會「國畫金爵獎」、在1993年至1995年擔任臺北縣國際崇她社社長，於1998年1月獲得「傑出國際婦女獎」，並曾在臺灣舉辦過三次個展，日本、韓國、美國及揚州各一次，另曾有多次聯展。

## 生平
1925年，顏小僊在江蘇揚州出生。其自幼隨祖父、母親學習詩書畫藝。1949年，受國民政府遷臺影響，顏小僊隨夫至臺灣，定居高雄。1977年，其夫離世，舉家北遷。1978年7月，顏小僊於日本東京第14屆《東京亞細亞美術展》參展，並出席東京美術館揭幕典禮。1987年2月1至7日，顏小僊應華僑文教服務中心、洛杉磯華人藝術家雅集、中國文化服務中心、北美事務協調會駐羅安琪辦事處邀請於美國洛杉磯華僑文教中心舉辦個人展覽。1987年6月，顏小僊獲中華民國書畫學會「國畫金爵獎」。顏小僊曾在1993年至1995年擔任臺北縣國際崇她社（今新北市國際崇她社）社長，大力推廣公益，於1998年1月27日崇她社30週年大會獲頒「傑出國際婦女領袖獎」，中華民國前總統馬英九親臨頒獎。1998年4月，其受北京大學邀請參與《北京大學百年校慶書畫邀請展》，展出其《歲寒三友圖》。2002年11月，其於江蘇揚州參加《揚州八怪國際學術研討會》。2003年，其作品於江蘇揚州《顏二民暨後裔書畫展》與其家族四代的作品一同展出。2005年5月，國立國父紀念館展出《顏小僊國畫個人80回顧展》。2006年8月，揚州日報於江蘇揚州舉辦創刊50週年書畫作品展《歌詠是揚州》，其中包含顏小僊作品。2007年4月 《中國優秀女畫家展》於中國杭州展出。2011年4月，國立國父紀念館展出《慶祝建國百年百家萬歲書法展》，其中包含顏小僊作品。2014年，顏小僊於《中國美術報》在杭州市舉辦的《中國優秀女畫家作品展》展出其作品。2020年，顏小僊逝於臺灣。

## 作品
- 《海棠》[17]
- 《國色天香》[6]

## 顏小僊對藝術的看法
- 「藝術是屬修身養性的行為，但認真來說，師人所畫，不若師自然。」[26]
- 「中國畫重內涵，由名言『外師造化，中得心源』就可概知。」[26]
- 「研究畫史、研究前賢之見解，忠實描寫它（藝術）的特色，在筆墨外，追求情感與靈魂的最高境界，這是畫家應該追求的極致。」[27]

## 評價
1987年，中國書畫學會金爵獎評選委員對顏小僊的評語：「小品重雅趣，大幅重氣勢，查其畫面，覺其真情，其意得，其筆墨爽朗，其設境遼闊，非倖進者可及也！」
藝術評論家，臺北故宮的馬晉封1991年評曰：「目下畫壇，花卉作者甚火，其中卓然有成者，丹徒顏小僊女士尤為最。」
臺灣書畫歷史評論家鍾弘年曾評顏小僊曰：「女史畫家氣韻厚潤生動，毫無閨閣胭脂之氣，放筆縱逸，沉著酣暢，雖是丹青點染，卻不落俗妍，狀物寫神之外，尤有像外之妙趣。」
國立歷史博物館館長黃光男（筆名石坡）曾寫道：「嘗與國畫家，顏小僊女士研討繪畫之道，就其所做花鳥中經驗中體會，她曰：『繪畫製作之條件，乃在於作者將思想，情感，寄寓在素材應用，無分何類方法，均已能表現出作者深切的感動為尚』。」
藝術歷史評論家薛鋒曾在《濃彩淡抹顏家風》一文評論：「（顏小僊）用筆小寫意，但在奔放中自有矩獲，嚴謹中不失隽逸，表現出更獨到的造詣。」
揚州文化研究所所長韋明鏵在《揚州煙花臺北雨》寫到：「颜小僊除了遵循颜氏家学之外，她在用色上受到了海上画派和岭南画派的影响。她画的向日葵，甚至令人想到梵谷。」
李奇茂曾評論：「由形到神，由神到法」、「她的畫，立基於她的書法。她以寫字的筆法，帶入畫中的線條，用筆大膽而豪俊、雅而逸。書及畫，由於勁道十足，顯現活躍的生命力。」

## 揚州顏門四代家系
|      |      |      |      |      |      |  |  |          |          |          |          | 顏二民   | 顏二民   | 顏二民 | 顏二民 | 顏二民           | 顏二民           |                  |                  | （未知）         | （未知）         | （未知） | （未知） | （未知） | （未知） |          |          |          |          |
|      |      |      |      |      |      |  |  |          |          |          |          | 顏二民   | 顏二民   | 顏二民 | 顏二民 | 顏二民           | 顏二民           |                  |                  | （未知）         | （未知）         | （未知） | （未知） | （未知） | （未知） |          |          |          |          |
|      |      |      |      |      |      |  |  |          |          |          |          |          |          |        |        |                  |                  |                  |                  |                  |                  |          |          |          |          |          |          |          |          |
|      |      |      |      |      |      |  |  | （未知） | （未知） | （未知） | （未知） | （未知） | （未知） |        |        | 顏裴仙           | 顏裴仙           | 顏裴仙           | 顏裴仙           | 顏裴仙           | 顏裴仙           |          |          |          |          |          |          |          |          |
|      |      |      |      |      |      |  |  | （未知） | （未知） | （未知） | （未知） | （未知） | （未知） |        |        | 顏裴仙           | 顏裴仙           | 顏裴仙           | 顏裴仙           | 顏裴仙           | 顏裴仙           |          |          |          |          |          |          |          |          |
|      |      |      |      |      |      |  |  |          |          |          |          |          |          |        |        |                  |                  |                  |                  |                  |                  |          |          |          |          |          |          |          |          |
|      |      |      |      |      |      |  |  |          |          |          |          |          |          |        |        |                  |                  |                  |                  |                  |                  |          |          |          |          |          |          |          |          |
| 徐□□ | 徐□□ | 徐□□ | 徐□□ | 徐□□ | 徐□□ |  |  | 顏小僊   | 顏小僊   | 顏小僊   | 顏小僊   | 顏小僊   | 顏小僊   |        |        | （顏小僊的弟弟） | （顏小僊的弟弟） | （顏小僊的弟弟） | （顏小僊的弟弟） | （顏小僊的弟弟） | （顏小僊的弟弟） |          |          | （未知） | （未知） | （未知） | （未知） | （未知） | （未知） |
| 徐□□ | 徐□□ | 徐□□ | 徐□□ | 徐□□ | 徐□□ |  |  | 顏小僊   | 顏小僊   | 顏小僊   | 顏小僊   | 顏小僊   | 顏小僊   |        |        | （顏小僊的弟弟） | （顏小僊的弟弟） | （顏小僊的弟弟） | （顏小僊的弟弟） | （顏小僊的弟弟） | （顏小僊的弟弟） |          |          | （未知） | （未知） | （未知） | （未知） | （未知） | （未知） |
|      |      |      |      |      |      |  |  |          |          |          |          |          |          |        |        |                  |                  |                  |                  |                  |                  |          |          |          |          |          |          |          |          |
|      |      |      |      |      |      |  |  |          |          |          |          |          |          |        |        |                  |                  |                  |                  | 姚丹暉           |                  |          |          |          |          |          |          |          |          |

## 相關文獻

### 書籍
- . 2008-05.
- (PDF). 國立台灣美術館台灣美術知識庫.   [2023-03-27]. （原始内容存档 (PDF)于2023-01-17）.
- 顏二民. . （不詳）. 2003  [2023-01-04]. （原始内容存档于2022-12-21） （中文（繁體））.

### 期刊
- . 藝壇. 1987-02, (第227期，中華民國76年二月刊).
- . 藝壇. 1988-08, (第245期，中華民國77年八月刊).

### 新聞
- . 世界日報. . （不詳）  [2023-04-24]. （原始内容存档于2023-05-24） （中文（繁體））.
- . 國際日報. 1987-01-28. （不詳）  [2023-04-24]. （原始内容存档于2023-05-24） （中文（繁體））.
- . （不詳）. 2013-06-29. 第六版 僑訊 大陸新聞  [2023-04-24]. （原始内容存档于2023-05-24） （中文（繁體））.
- 薛锋. . 揚州日報. 2003-10-16. B3版 书画苑 （中文（中国大陆））.
- 靖言. . 揚州晚報. 2013-06-29. B8版 书画  [2023-04-24]. （原始内容存档于2023-05-24） （中文（中国大陆））.
- . 美术报 (美术报). 2022-12-07  [2023-01-04]. （原始内容存档于2007-05-01） （中文（中国大陆））.